# Stefan Bergmann (Journalist, 1959)
Stefan Bergmann (geb. 25. Februar 1959) ist ein deutscher Journalist und Historiker. Von 2012 bis 2024 war er Chefredakteur des Geschichtsmagazins DAMALS.

## Leben und Wirken
Bergmann studierte von 1980 bis 1986 Geschichte, Politikwissenschaft und Romanistik in Bonn und Münster. Von 1987 bis 1990 arbeitete er in der Chronik-Redaktion des Harenberg-Verlags/Dortmund (Volontariat und ein Jahr als Lektor). Im Sommer 1990 wechselte er zur Zeitung. Stationen im Lokaljournalismus waren „Thüringer Tagespost“ und „Thüringische Landeszeitung“ (bis 1992) sowie „Saarbrücker Zeitung“ (bis 1999). Danach leitete er zehn Jahre lang die Politikredaktion der „Schwäbischen Zeitung“. 2009 ging er als Leiter der Presse- und Öffentlichkeitsarbeit zum Haus der Geschichte Baden-Württemberg/Stuttgart, bevor er im Juni 2012 die Chefredaktion von DAMALS übernahm. Bergmann erweiterte das Portfolio des Magazins 2017 um einen jährlichen Bildband, 2020 führte er den Podcast „Damals und heute - Der Podcast zur Geschichte“ ein. 2024 gab er ein Best of der bisher erschienenen Podcast-Episoden heraus.
Zu den Studienschwerpunkten Bergmanns zählten die Geschichte Brasiliens insgesamt, speziell die politischen Strömungen der 1930er Jahre in Brasilien und der „Brasilianische Integralismus“. Eine überarbeitete Version der Magisterarbeit Bergmanns zu diesem Thema erschien 1996 im Brasilienkunde-Verlag/Mettingen: „Brasiliens Grünhemden – Griff nach der Macht. Integralismus: Eine rechtsextreme Bewegung in den 30er Jahren“. Zusammen mit Holger Joel verfasste er zudem die „Chronik 1954“ (1989).